# 安法尔屠杀
安法尔战役（阿拉伯语：‎，羅馬化：Hamlat al-Anfal；：‎），又被称作安法尔大屠杀或库尔德大屠杀，是伊拉克复兴党于1980年代末实施的镇压叛乱行动，遭受迫害的的库尔德人人数介于 50000 到 182000。此次战役发生在两伊战争后期，由时任伊拉克总统萨达姆·侯赛因领导，阿里·哈桑·马吉德指挥，旨在通过镇压伊拉克北部的库尔德人（参见 Kurds in Iraq），消灭当地库尔德族群，以期达到对基尔库克省阿拉伯化的目的。
战役名字取自古兰经第八章，al-ʾanfāl，是 1986 年到 1989 年间前阿拉伯复兴社会党－伊拉克地区政府对伊拉克北部库尔德斯坦爱国联盟战士进行的一系列系统性攻击的代号 ，冲突在 1988 年达到顶峰。瑞典、挪威、韩国和英国认定，安法尔战役是一次种族灭绝战役。
2003年伊拉克战争后，阿里·哈桑·马吉德被捕，并于2010年因反人类罪、战争罪等被处决。
研究员 Autumn Cockrell-Abdullah 表示，Anfal 已成为“库尔德民族认同（Kurdish nationalism）的重要组成部分”。